# Lesbos

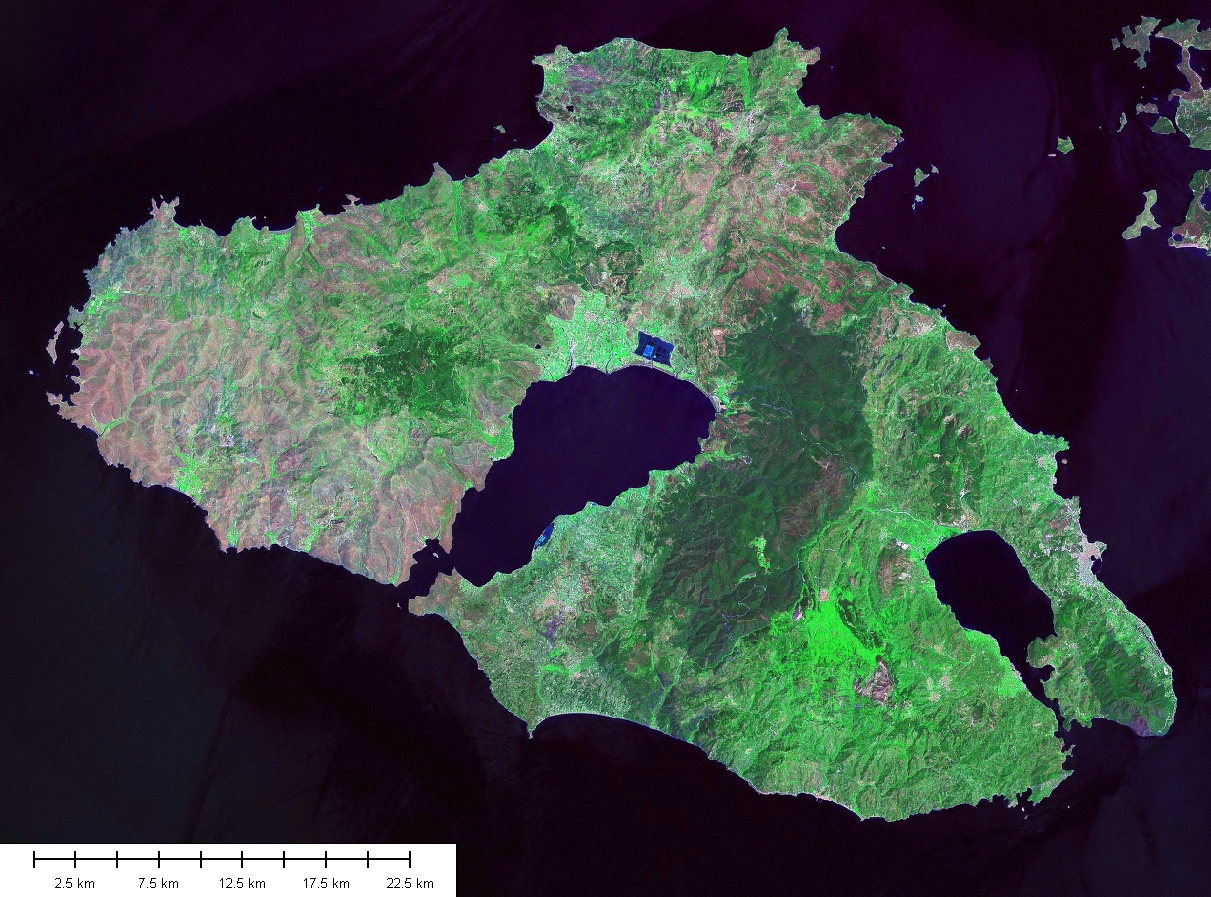
L'illa de Lesbos

Lesbos (grec: Λέσβος, AFI ['lezvos], sovint transliterat Lesvos; turc: Midilli Adası; en català, antigament Metolí o Metel·lí) és una illa grega de la mar Egea.
Amb algunes illes menors constituïa la prefectura de Lesbos, però a partir de l'1 de gener de 2011 és una de les 74 unitats perifèriques de Grècia.

## Descripció

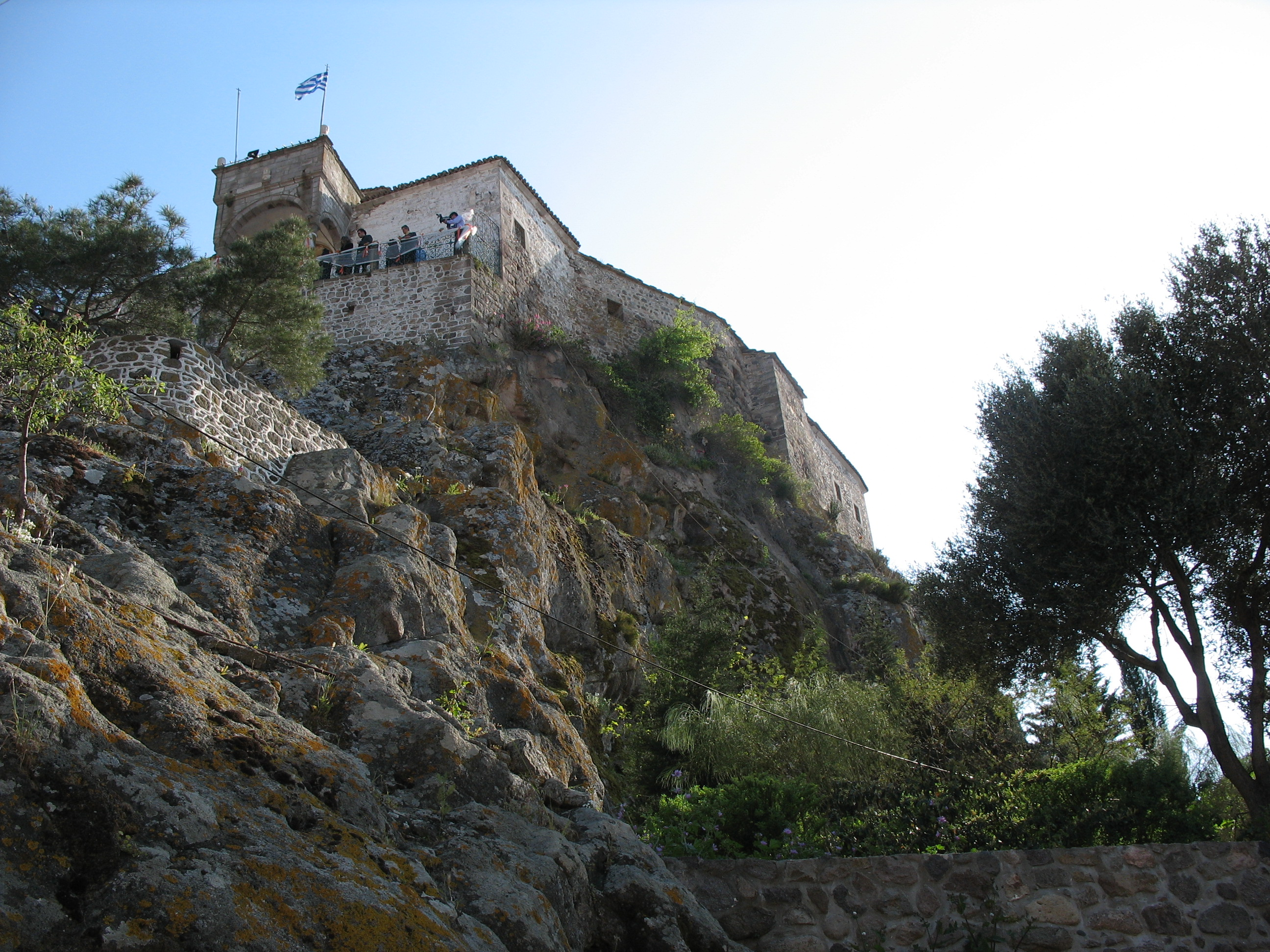
Església al poble Petra de Lesbos

Lesbos és la tercera illa més gran de Grècia (només Eubea i Creta la superen) i la setena de la Mediterrània (Xipre, Còrsega, Sicília, Sardenya i Mallorca, i les dues gregues la superen) amb una superfície de 1630 km² i 320 km perimetrals de costa. La població és prop dels cent mil habitants, dels quals més d'un terç viuen a la capital Mitilene (turc Medilli). Les ciutats principals a part de la capital són Kalloni, Gera, Plomari, Aiassos, Eressos, i Molivos (antiga Metimna). Plomari i Molivos són centres turístics i també Eressos, molt visitada per ser el lloc de naixement de la poetessa Safo. El punt més alt és el Lepetimnos, de 967 metres. L'illa és verda i se la coneix com a «illa maragda». El cultiu principal és l'olivera que ocupa el 40 % de les terres de l'illa. A l'oest de l'illa hi ha un dels pocs boscs petrificats del món, i és el segon més gran d'aquesta mena.

## Història
L'illa és esmentada com a Lazpas a les inscripcions hitites. Homer l'esmenta com a «Macaros», i Màcar és el suposat cinquè rei de l'illa; Màcaros era la seu del culte al deu Lesbos
Mitilene, nom donat sovint a l'illa sencera. Va ser fundada el segle xi aC, probablement pels pentílides arribats de Tessàlia que van regir l'illa fins que van ser enderrocats per una revolta popular al començament del segle vi aC. Unes altres cinc ciutats van tenir reis però igualment van ser progressivament expulsats als segles vii i vi aC i es van establir governs oligàrquics o tiranies. Totes les ciutats van ser colonitzades per tessalis amb qui es va imposar la colonització eòlica, i la poetessa Safo encara escrivia en el dialecte eòlic grec. Les ciutats de l'illa eren tributàries del rei Cresos de Lídia per les seves possessions a la costa (Cressos no va dominar mai l'illa) però quant aquest va ser derrotat pels perses el 546 aC, l'illa va passar a domini persa i va haver de pactar el pagament d'un tribut i l'enviament de soldats quan el rei ho demanava.
El segle v aC la ciutat d'Arisbe (Arisvi) va ser destruïda per Metimna i el nombre de ciutats independents va quedar reduït a cinc (Mitilene, Metimna, Antissos, Eressos i Pirra). Van contribuir a fundar Nàucratis a Egipte i es van aliar amb Milet contra el tirà Polícrates de Samos que les va derrotar.
Van romandre tributàries del rei de Pèrsia fins al 499 aC quan el tirà favorable a Pèrsia, Coes d'Axandros, va ser enderrocat i l'illa es va unir a la revolta jònia, aviat sufocada (494 aC). La victòria atenenca a Salamina el 480 aC va suposar la fi del domini persa a Lesbos.
L'illa va tenir sempre una tendència oligàrquica però elements propers a la democràcia es van acabar imposant i les cinc ciutats sota l'hegemonia de Mitilene (477 aC), van ingressar a la Lliga de Delos (471 aC). Va produir-se una breu revolta en la que Metimna no hi va prendre part però les altres ciutats sí, i van ser castigades i es van repartir les terres entre ciutadans atenencs. Però principalment, van romandre amb la lliga de Delos fins al final de la Guerra del Peloponnès quan van caure en mans d'Esparta (405 aC) i de l'oligarquia local aliada a Esparta. El 392 aC Atenes va reconquerir les cinc ciutats; però per la pau d'Antàlcides es va restablir la seva independència el 387 aC.
El 369 aC va ingressar a la segona lliga atenenca però va caure sota domini persa el 357 aC. Quant Alexandre el Gran va guanyar la batalla de Grànic, les ciutats es van declarar al seu favor però van ser sotmeses per la flota persa dirigida per Memnó de Rodes. El general macedoni Hegèlokos va conquerir l'illa vers el 331 aC (Memnó va morir) i va passar a Macedònia, dins la qual va romandre fins al 167 aC, quan va haver de signar un tractat amb els romans. En aquesta guerra, Labeus va destruir Antissa per ajudar els macedonis i va incorporar als seus habitants amb els de Metimna. El 89 aC les ciutats de l'illa es van aliar a Mitridates VI Eupàtor rei del Pont, i els romans van desembarcar el 88 aC i es van establir permanentment allí, destruint Mitilene, acusada d'encapçalar l'aliança pòntica per haver lliurat al rei a M. Aquillius; Mitilene, la darrera ciutat lleial a Mitridates va ser conquerida per M. Minucius Thermus, i en la batalla es va distingir Juli Cèsar que va rebre una corona per salvar a un soldat.
Gneu Pompeu, a petició de Gneu Pompeu Teòfanes, li va reconèixer pocs anys després una certa autonomia com a ciutat lliure sota domini romà (79 aC); la dona i fill de Pompeu van restar a Mitilene fins al final de la campanya que va acabar a Farsàlia. En aquest temps Mitilene va ser de fet la capital de la província romana d'Àsia. El 70 dC l'emperador Vespasià li va suprimir els privilegis, que no obstant van ser restaurats per Hadrià el 117. La ciutat va emetre moneda sota diversos emperadors.
Amb la divisió provincial de Constantí el Gran l'illa va ser inclosa a la província de les Illes (Hierocles p. 686).
Durant l'època cristiana es van bastir nombroses esglésies i basíliques (més de 50). El 769 va ser saquejada pels eslaus, el 821, 881 i 1055 pels sarraïns, pels venecians el 1125 i pels catalans al segle xiii. El 801 va ser el lloc d'exili de l'emperadriu Irene, que hi va morir el 15 d'agost del 802. Vers el 1089 o 1090 Çaka, emir d'Esmirna, va conquerir Mitilene però va fracassar davant Metimna. Aleix I Comnè va enviar una expedició manada per Constantí Dalassenos i Joan Ducas que va destruir la seva flota i va recuperar Mitilene i Lesbos (i altres illes) el 1093. Segons les fonts romanes d'Orient, Çaka va morir assassinat aquell mateix any pel seu gendre Kilidj Arslan I, si bé això no és segur.
El 1204 va formar part dels dominis directes de l'Emperador llatí i el 1224 ocupada per l'emperador de Nicea. A partir del 1270 es van concedir privilegis comercials als genovesos però la sobirania va romandre romana d'Orient. A partir del segle xiv la sobirania romana d'Orient va estar amenaçada per Aydin. Els genovesos la van voler ocupar el 1346 però l'atac imperial a Quios ho va impedir, però poc després Francesc I Gattiluso, un patrici genovès que va posar al servei del romà d'Orient Joan V Paleòleg naus i homes per ajudar-lo a recuperar el tron del que havia estat desposseït (1354), va rebre a canvi la senyoria de Lesbos i la mà de la seva filla Maria (17 de juliol de 1355), si bé cal dir que els Gattiluso van ser aliats fidels de l'Imperi i van acceptar la cultura romana d'Orient. Per necessitat el 1403 es van sotmetre a Tamerlà però aquesta situació fou efímera.
Els otomans van atacar l'illa el dia 25 de desembre de 1455 i la van ocupar excepte Metimna, i els otomans només es van retirar el 1456 contra la cessió de Tasos (una altra illa dels Gattilusio) i l'augment del tribut; però l'estiu del 1462 els otomans van ocupar tota l'illa, acusant el senyor local Nicolo II Gattiluso de deposar i matar el seu germà Domenicco I Gattiluso, tributari dels turcs. Mitilene va ser destruïda i després de 15 dies de resistència Nicolo es va rendir i va ser portat a Constantinoble amb altres membres de la família, i va ser executat, i la seva germana Maria (esposa de l'antic emperador Alexandre Comnè de Trebisonda), dona molt bella, es creu que va ser inclosa a l'harem del soldà.
L'illa va formar part de l'Imperi Otomà, sent un sandjak amb el nom de Midilli, dins de l'eyalat de Rum i des de 1534 de l'eyalat de Djazair-i Bahr-i Sefid, dependent del kapudan pasha; aquesta adscripció administrativa es va conservar el 1867 quan l'eyalat va esdevenir wilayat desvinculat de la flota, i va durar fins al final del domini otomà. Aquí van néixer els germans Barba-rossa conqueridors d'Algèria per l'Imperi. El 1695 hi havia 98.882 habitants dels quals 85.328 eren grecs i 13.554 musulmans (turcs). El cultiu principal era l'olivera, ja que la feina la podien fer les dones i nens, i en canvi els cereals s'havien d'importar tot i que les terres eren bones pel seu cultiu, i el cultiu del blat no va començar a ser apreciable fins al final del segle xix. El principal port i ciutat era Mitilena; el port de Yera (Olivera pels europeus) era el port natural més gran i un dels més grans de la Mediterrània; també ho era el port del golf de Kalloni però el seu accés era pitjor. Altres ports eren Plomari i Sigri al sud i oest, i Molyvo, al costat de Petra, just a l'oest de la punta nord. Un arquebisbe grec ortodox residia a Mitilena i un altre a Molyvo (antiga Metimna). Els turcs vivien en barris separats i tenien les seves mesquites i tekkes.
El 1905 quatre potències europees van confiscar els serveis de duana de l'illa per forçar a la Porta a acceptar el control financer sobre els wilayats de Selanik, Kosova i Monastir. El domini otomà va durar fins que a la Primera Guerra Balcànica de 1912 els grecs van ocupar l'illa (desembre de 1912); només el kada de Yunda va restar otomà. La sobirania grega fou ratificada per la Conferència de Londres el maig de 1913. Els habitants turcs van abandonar l'illa vers 1924 o 1925.

### Crisi dels refugiats

Membres d'una ONG catalana evacuant un vaixell ple de refugiats en una platja de Lesbos.

A causa de les diverses guerres que van assolar el Pròxim Orient, molts immigrants van intentar arribar a la Unió Europea, principalment sirians, en el que es va anomenar la «crisi dels refugiats». Al trobar-se Lesbos prop de la costa de Turquia, molts d'aquests refugiats van intentar entrar a la UE a través de l'illa, viatjant amb diversos vehicles aquàtics. Les dificultats de la travessia, que va provocar la mort de molts dels viatgers, va ser publicitada per tot el món a través dels mitjans de comumicació.
Com a conseqüència d'aquestes imatges, una empresa badalonina destinada a tasques de socorrisme a les platges catalanes, Pro-Activa Serveis Aquàtics, va desplaçar alguns dels seus membres a l'illa per ajudar en les tasques d'assistència i rescat d'aquests emigrants. Així, l'octubre de 2015 es va fundar l'ONG Proactiva Open Arms, amb l'objectiu de salvar vides humanes al mar. La seva missió principal era l'ajuda a aquests refugiats que diàriament intentaven arribar per mar a Lesbos.

## Gent important de Lesbos

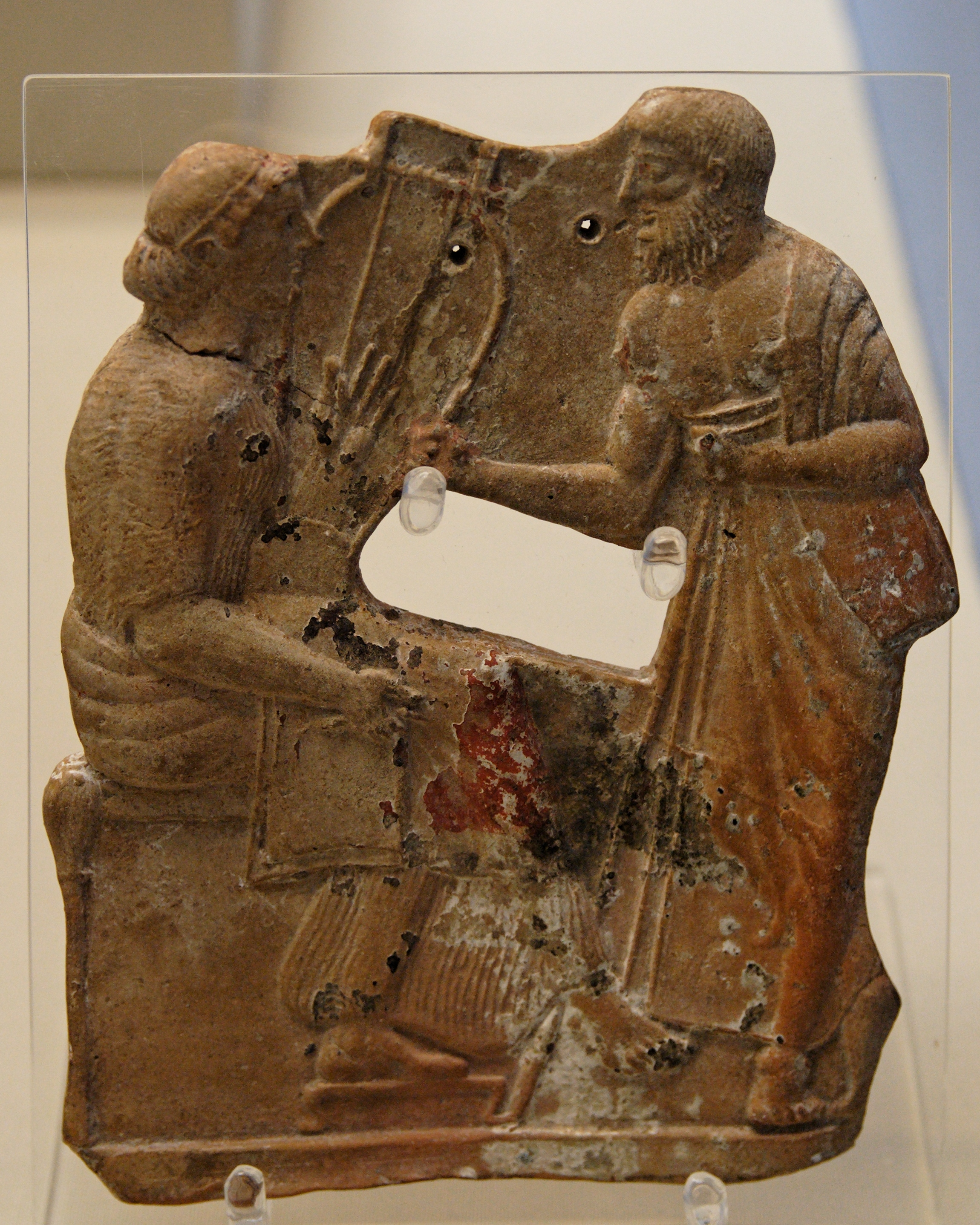
Alceu i Safo

- Aríon de Lesbos, poeta i dramaturg
- Lesques, poeta
- Terpandre, músic
- Alceu, poeta
- Safo, poetessa
- Fènies, historiador i filòsof
- Pítac de Mitilene un dels set savis de Grècia
- Teofrast, botànic
- Cratip, filòsof
- Hel·lànic de Mitilene, historiador
- Gneu Pompeu Teòfanes, historiador
- Longus, novel·lista
- Dukas, historiador
- Aristòtil i Epicur van viure a l'illa. Odisseus Elitis, premi nobel de literatura, era descendent d'una família de l'illa.

## Noms antics de les muntanyes principals de Lesbos
- Ordymnos (a l'oest) 551 metres
- Olympos (al sud) 965 metres
- Lepethymnos (al nord) 875 metres

## Antigues ciutats independents de Lesbos de nord a sud
- Metimna
- Antissa
- Eressos
- Pirra
- Mitilene